# 95gy busz (Budapest)
A budapesti 95-ös (gyors 95-ös) jelzésű autóbusz a Népstadion és a Pestlőrinc, Gyömrői út között közlekedett. A vonalat a Budapesti Közlekedési Vállalat üzemeltette.

## Története
1974. szeptember 2-án 195-ös jelzéssel gyorsjárat indult a Népstadion és Pestlőrinc, Gyömrői út között. 1977. január 3-án a 95-ös jelzést kapta.
1990. augusztus 31-én a 95-ös megszűnt, helyette az alapjárat közlekedik.

## Útvonala
| Pestlőrinc, Gyömrői út felé | Népstadion felé |
| --- | --- |
| Népstadion vá. – Ifjúság útja – Kerepesi út – Pongrác út – Zalka Máté tér – Kápolna utca – Kápolna tér – Óhegy utca – Kada utca – Maglódi út – Sírkert út – Kozma utca – Felsőcsatári út – Pestlőrinc, Gyömrői út vá. | Pestlőrinc, Gyömrői út vá. – Gyömrői út – Zsolt utca – Koppány utca – Felsőcsatári út – Kozma utca – Sírkert út – Maglódi út – Kada utca – Óhegy utca – Kápolna tér – Kápolna utca – Zalka Máté tér – Pongrác út – Kerepesi út – Népstadion vá. |

## Megállóhelyei
Az átszállási kapcsolatok között a 95-ös busz nincsen feltüntetve.
| 0  | Népstadion végállomás             | 25 | 55, 130 75, 77, 80                                         |
| ∫  | Hungária körút                    | 24 | 55, 130 75, 77, 80                                         |
| 5  | Salgótarjáni utca                 | 20 | 29, 29Y, 37                                                |
| 12 | Zalka Máté tér                    | 13 | 9, 9, 17, 17, 32, 32, 51, 62, 62, 117, 132, 185 13, 28, 36 |
| 13 | Kápolna utca                      | 12 | 9, 9 13, 28, 36                                            |
| 14 | Kápolna tér                       | 11 | 17 36                                                      |
| 15 | Kada utca (↓) Óhegy utca (↑)      | 10 |                                                            |
| 17 | Mádi utca                         | 8  | 85, 185                                                    |
| 20 | Lavotta utca                      | 5  |                                                            |
| 21 | Sibrik Miklós út                  | 4  | 28, 37                                                     |
| 22 | Sírkert út                        | 3  | 28, 37                                                     |
| 23 | Új köztemető                      | 2  | 68 28, 37                                                  |
| 24 | Hangár utca                       | 1  |                                                            |
| 25 | Pestlőrinc, Gyömrői út végállomás | 0  | 17, 17, 80, 93, 93                                         |